# Banca Romana
La Banca Romana è stata una banca di emissione fondata a Roma nel 1834. Nel 1850 fu incorporata dalla Banca dello Stato Pontificio, che, a sua volta, nel 1870, mutò di nuovo la propria denominazione in Banca Romana. Nel 1893, in seguito a un grave scandalo finanziario che portò ad un processo, confluì nella Banca d'Italia.

## Storia

### La Banca Romana nello Stato Pontificio
La Banca Romana fu costituita a Roma nel 1834 da investitori franco-belgi, con privilegio di emissione di carta-moneta fiduciaria nello Stato Pontificio concesso da papa Gregorio XVI. Nel 1841 il controllo della Banca fu acquisito da un gruppo di finanzieri romani (guidati dal banchiere Agostino Feoli) con il sostegno finanziario della Cassa di Risparmio di Roma. Nel corso degli sconvolgimenti politici del 1848 la Banca andò incontro ad una grave crisi di liquidità determinata da un fenomeno di corsa agli sportelli. Per far fronte alla crisi, nell'aprile 1848, il Governo dispose per tre mesi (poi rinnovati più volte) la sospensione della convertibilità delle banconote e la loro circolazione come moneta legale a corso forzoso. Inoltre, al fine di sostenere la fiducia del pubblico nel valore delle banconote, fu prevista la loro convertibilità in Buoni del Tesoro garantiti da ipoteca su beni ecclesiastici, mentre il privilegio di emissione della Banca venne contestualmente limitato a 800.000 scudi.
Durante la Repubblica Romana del 1849 il Governo ordinò alla Banca di stampare moneta legale per 1,5 milioni di scudi al fine di finanziare l'erario pubblico. Successivamente, nel dicembre 1849, il Governo pontificio annullò tali banconote, indennizzando comunque i possessori con titoli del debito pubblico di pari valore. Allo stesso tempo, non volendo riconoscere il debito contratto dalla Repubblica, manifestò l'intenzione di volersi rivalere sul patrimonio della Banca, determinandone di fatto il fallimento (atteso che i mezzi propri della stessa sarebbero stati largamente insufficienti ad assorbire le perdite). In considerazione delle ricadute sistemiche che si sarebbero prodotte, il Governo rinunciò tuttavia a rivalersi sulla Banca e, nell'ambito di un complessivo piano di ristrutturazione, decretò la fusione per incorporazione della stessa in un nuovo Istituto di emissione denominato Banca dello Stato Pontificio.

### La Banca Romana nel Regno d'Italia
Nel 1870, in seguito all'annessione di Roma al Regno d'Italia, la Banca dello Stato Pontificio riprese la precedente denominazione di Banca Romana. Da allora fu una delle sei banche centrali con facoltà di emettere biglietti di banca intitolati al regno d'Italia. Dal 1874 la Banca Romana fece parte del Consorzio obbligatorio tra gli istituti di emissione.
Nel 1888, durante il Governo Crispi I, si sparse la voce di irregolarità amministrative negli istituti di emissione. Il ministro Luigi Miceli dispose un'inchiesta affidata al senatore Giuseppe Giacomo Alvisi e al funzionario Gustavo Biagini. L'inchiesta riscontrò nella sola Banca Romana un disavanzo di poco superiore a ben nove milioni di lire, reintegrato il giorno successivo. Alvisi non poté riferire in Senato i risultati dell'ispezione per l'opposizione del presidente Antonio di Rudinì (30 giugno 1891); i risultati vennero tuttavia resi noti il 20 dicembre 1892 alla Camera da Napoleone Colajanni. Una successiva inchiesta parlamentare presieduta dal primo presidente della Corte dei Conti Enrico Martuscelli rivelò che, a fronte di 60 milioni autorizzati, la Banca Romana aveva emesso biglietti di banca per 113 milioni di lire, fra cui banconote false per 40 milioni emesse in serie doppia (20 gennaio 1893). In seguito a ciò tutta la direzione centrale della Banca Romana venne indagata, il governatore della Banca Romana Bernardo Tanlongo e il direttore Michele Lazzaroni vennero arrestati, mentre il deputato Rocco de Zerbi, contro cui la Camera dei deputati aveva concesso l'autorizzazione a procedere per l'accusa di aver appoggiato per danaro la dirigenza della Banca Romana, morì improvvisamente, probabilmente suicida.
Lo scandalo assunse proporzioni inquietanti anche perché dal carcere Tanlongo affermò che le anomalie erano conosciute anche da diversi presidenti del Consiglio i quali non erano intervenuti perché corrotti. Il 23 novembre 1893 la relazione di un comitato parlamentare affermò che fra i beneficiari dei prestiti vi erano 22 parlamentari, fra cui Francesco Crispi. Il processo del 1894 si concluse con l'assoluzione degli imputati; in seguito allo scandalo venne tuttavia dato inizio al riordino del sistema bancario italiano con l'istituzione della Banca d'Italia: alla fine del 1893 si approvò infatti la fusione della Banca Romana con la Banca Nazionale del Regno, la Banca Nazionale Toscana e la Banca Toscana di Credito per le Industrie e il Commercio d'Italia per dare origine alla Banca d'Italia (a cui tuttavia, fino al 1926, erano affiancati, come istituti di emissione, il Banco di Napoli e il Banco di Sicilia).